# Tony Levin

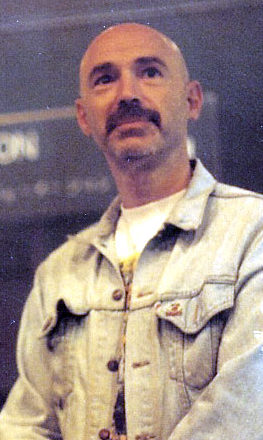
Tony Levin

Anthony Frederick "Tony" Levin (n. 6 iunie 1946, Boston, Massachusetts) este un basist evreu american.
Levin este cel mai cunoscut pentru activitatea sa cu trupa de rock progresiv King Crimson dar și cu Peter Gabriel. A fost și membru al formațiilor Bruford Levin Upper Extremities, Liquid Tension Experiment fiind și liderul grupului Tony Levin Band, format chiar de el.
Un muzician prolific încă din anii '70, Levin a cântat pe sute de albume ale unor artiști precum Cher, Alice Cooper, John Lennon, Sarah McLachlan, Stevie Nicks, Pink Floyd, Lou Reed, legenda jazzului Buddy Rich, The Roaches, Todd Rundgren, Seal și Yes. De asemenea a concertat cu artiști ca Paul Simon, Gary Burton, James Taylor, Herbie Mann, Goro Noguchi, Judy Collins, Joe Yamanaka, Carly Simon, Peter Frampton, Anderson Bruford Wakeman Howe, Tim Finn, Richie Sambora și Claudio Baglioni.